# Репин, Иван Иванович (полный кавалер ордена Славы)
Иван Иванович Репин (16 февраля (1 марта) 1909, Рогачёво — 6 июня 1953, там же) — полный кавалер Ордена Славы, участник Великой Отечественной войны, командир пулемётного расчёта 117-го гвардейского стрелкового полка 39-й гвардейской стрелковой дивизии, гвардии старшина.

## Биография
Иван Иванович Репин родился 16 февраля (1 марта) 1909 года в селе Рогачёве Рогачёвской волости Дмитровского уезда Московской губернии (ныне Дмитровского района Московской области), в семье крестьян Ивана Петрова и Вассы Евфимиевой Репиных, крещён на следующий день. Русский. 
Член КПСС с 1944 года. До службы в армии окончил 4 класса и работал в колхозе. В РККА — с ноября 1941 года. На фронте — с января 1942 года.
Командир пулемётного расчета 117-го гвардейского стрелкового полка 39-й гвардейской стрелковой дивизии (8-я гвардейская армия) гвардии сержант Репин И. И. 1 августа 1944 года, в числе первых в полку, переправился через реку Вислу в 8 км северо-восточнее города Магнушева. В боях по расширению плацдарма был ранен, но продолжал руководить 2 расчетами станковых пулемётов, огнём которых были подавлены 4 огневые точки и уничтожено до 20 гитлеровцев. 14 августа 1944 года награждён Орденом Славы 3-й степени.
В боях на подступах к городу Познань (Польша) и в самом городе с 26 января по 3 февраля 1945 года гвардии старшина Репин огнём из станкового пулемета поразил 2 повозки с боеприпасами и 7 гитлеровцев. Во время отражения контратаки противника выдвинулся со своим пулемётом на открытую позицию и, поддержав роту огнём, помог ей перейти в наступление. 17 марта 1945 года награждён Орденом Славы 2-й степени.
В боях за населенный пункт Долгелин (Германия) 18 апреля 1945 года пулемётным огнём вывел из строя орудийный расчет противника. В период уличных боёв в Берлине метким огнём отражал контратаки противника, уничтожив при этом более 20 солдат и офицеров, 9 захватил в плен. Во время форсирования водного канала Тельтов истребил расчеты 2 пулемётных точек. 15 мая 1946 года награждён Орденом Славы 1-й степени.
В 1945 году Иван Иванович Репин демобилизован. Жил и работал в селе Рогачёве Дмитровского района Московской области.
Скончался 6 июня 1953 года.

## Награды
- Орден Славы I степени[2].
- Орден Славы II степени[3].
- Орден Славы III степени[4].
- Медаль «За отвагу».[5]
- Медаль «За победу над Германией в Великой Отечественной войне 1941—1945 гг.»[6].
- Медаль «За взятие Берлина»[7].
- Другие медали СССР.